# Eustomias schiffi
Eustomias schiffi är en fiskart som beskrevs av Charles William Beebe 1932. Eustomias schiffi ingår i släktet Eustomias och familjen Stomiidae. Inga underarter finns listade i Catalogue of Life.